# Райнгайм
Райнгайм (нім. Reinheim) — місто в Німеччині, знаходиться в землі Гессен. Підпорядковується адміністративному округу Дармштадт. Входить до складу району Дармштадт-Дібург.
Площа — 27,70 км2. Населення становить 16 426 ос. (станом на 31 грудня 2020).